# 羊山镇 (朝阳县)
羊山镇，是中华人民共和国辽宁省朝阳市朝阳县下辖的一个乡镇级行政单位。

## 行政区划
羊山镇下辖以下地区：
羊山村、北营子村、南营子村、伍佛洞村、大四家子村、塔子沟村、偏道沟村、倒廷沟村、西山村、石匠沟村、陈美营子村、孤家子村、肖家店村、上屯村、四台村、东升村、李杖子村、高八尺村、鲁王杖子村和徐杖子村。